# Renato Luiz Rodrigues Marques
Renato Luiz Rodrigues Marques (* 4. März 1944 in Rio Grande, Rio Grande do Sul) ist ein brasilianischer Diplomat.

## Leben
Renato Luiz Rodrigues Marques studierte an der Georgetown University und der Freien Universität Brüssel. Von 1970 bis 1973 wurde er im metonymisch Itamaraty genannten brasilianischen Außenministerium beschäftigt. Von 1973 bis 1976 war er Gesandtschaftssekretär zweiter Klasse und zeitweise Geschäftsträger bei der Latin American Free Trade Association (Montevideo, Uruguay), von 1976 bis 1980 Gesandtschaftssekretär erster Klasse in Washington, D.C.
Von 1980 bis 1983 leitete er die Abteilung Information im Itamaraty, von 1983 bis 1987 war er Gesandtschaftsrat bei der Vertretung der brasilianischen Regierung bei der Europäischen Gemeinschaft in Brüssel und von 1987 bis 1989 Gesandtschaftsrat bei der Vertretung der brasilianischen Regierung bei der lateinamerikanischen Integration Association (Montevideo, Uruguay).
Von 1991 bis 1992 war er Stellvertreter des Leiters der Abteilung Handel. Von 1992 bis 1993 war er Staatssekretär für Außenhandel des Ministeriums für Wissenschaft und Technologie. Von 1994 bis 1999 war er Diretor-General do Departamento de Integração Latino-Americana (Leiter der Abteilung lateinamerikanischen Integration).
Von 1999 bis 2002 war er Generalkonsul in Barcelona. Von 26. Dezember 2002 bis 2009 war er Botschafter in Kiew. Ab 2005 war er gleichzeitig bei der Regierung in Bischkek, Kirgisistan akkreditiert.
Seit 17. Mai  2011 ist er Botschafter in Minsk.